# 内山勝 (ロボット研究者)
内山 勝（うちやま まさる、1949年〈昭和 24年〉9月16日 - 2023年〈令和5年〉9月2日）は、日本のロボット研究者。東京大学工学博士、東北大学名誉教授、正四位。いち早くロボットの学習制御や動的な制御に取り組み、6軸力センサやパラレルロボット「HEXA」、宇宙ロボットのハイブリッドシミュレータも開発。ETS-VIIの宇宙遠隔操作実験にも参画し、石渡治の漫画『パスポート・ブルー』に登場した東北大学内村研究室のモデルにもなった。フレキシブルアームの制御やヒューマノイド、カーロボティクスの研究も手掛け、宇宙科学研究所教授（併任）や東北大学大学院理工学研究科長も歴任。

## 来歴

### 生い立ち
1949年（昭和24年）に福岡県で生まれる。実家のラムネ屋にあった様々な機械に影響されるとともに、工作や写真を趣味としていた。中学・高校時代には小鳥を飼っており、工作ではホバークラフトを作ったり、写真では現像もしていた。高校時代は理科や数学が好きで、当時から研究者を目指していたという。東京大学に進学し、進路は機械工学と化学で迷ったが、ものづくりを優先して工学部産業機械工学科に進む。

### 東京大学藤井研究室時代
1972年3月に学部を卒業し、4月から同大学大学院工学系研究科修士課程に進学。東京大学では藤井澄二や吉本堅一のもとで動的なロボット動作の研究に取り組み、ロボットによる釘打ちを実現。制御モード切り替えにより、従来とは異なる方法でクランク回しも実現した。1974年3月に修士課程を修了。
藤井研究室設計、トキコ製作による6自由度ロボットアーム「D-HAND」を使用し、繰り返し試行によるロボットの学習制御を初めて実現した。さらにカメラと画像処理も備え、転がってきたボールを拾ったり投げたりする動作も行え、バックドライバビリティを持たせた関節の制御や特異点に対する対処も検討した。
1977年3月に博士課程を修了。内山の博士論文は三菱電機の技術者たちが電動ロボットを開発する際に参考された。また、計測自動制御学会論文集に掲載された学習制御の論文や日本機械学会論文集に掲載された論文は、各学会の論文賞を受賞している。

### 東北大学助教授時代
1977年5月、内山は東北大学工学部精密工学科の助手に着任。同年10月には助教授となる。ロボットの研究を続けつつ、箱守京次郎のもとで流体計測の研究にも取り組む。1982年から翌年までニューカッスル・アポン・タイン大学機械工学科客員研究員。1983年には日本ロボット学会が設立され、内山も貢献した。日立製作所の組み立てロボットに「A-HAND」と名付け、ヤコビ行列式による機構特性評価とその制御への応用に取り組んだ。実験システム全体は「ARS/A」と呼ばれ、ヤコビ行列式のカラーモニター表示も行った。
1986年から1987年まではカリフォルニア大学サンタバーバラ校機械環境工学科の客員教授。当時金山裕や中村仁彦、遠山茂樹がおり、金山や中村とはロボットコントローラの勉強会を設けた。東北大学では6軸力覚センサの研究にも取り組んでおり、特異値分解で構造評価を行う手法を確立。宇宙ロボットを意識したフレキシブルマニピュレータの研究にも取り組み、可補償性を提案する。3次元で動作するフレキシブルマニピュレータ「FLEBOT II」や双腕フレキシブルロボット「ADAM」も開発した。

### 東北大学教授時代
1992年4月、東北大学工学部機械航空工学科の教授に昇進。1997年4月には同大学院工学研究科 航空宇宙工学専攻（スペーステクノロジー講座 宇宙機械学分野）に配置換え。宇宙ロボットの研究に取り組み、豊田工機と共同でパラレルロボット「HEXA」も開発。遠隔操作も研究し、ハイブリッドシミュレータにも取り組む。1999年から2002年の間には宇宙科学研究所（宇宙探査工学研究系）の教授も併任し、1999年にはETS-VIIの遠隔操作実験を実施した。
ヒューマノイドロボットの研究開発にも取り組み、「才賀」シリーズを制作するとともに、弾性関節機構や自重補償脚機構などの要素開発も行った。また、2005年の愛地球博ではHRP-2を用いた太鼓敲きを実現。スズキとは自動車のワイヤーハーネス取り付けロボットの共同開発を行った。日本ロボット学会では2007年・2008年と副会長を務めるとともに、表彰委員会、著作権管理委員会、RT学術技術融合戦略調査研究委員会などで委員長を務めた。また、東北大学では魅力ある大学院教育プログラムとして博士前期課程学生の教育に航空ロボット制作を導入している。
2009年4月より東北大学大学院工学研究科長、2010年7月からは同大学総長補佐に就任し、2012年まで務めた。この間、2011年から大学院工学研究科 機械システムデザイン工学専攻 教授（知的デザイン学講座 知能機械デザイン学分野）に配置換えとなり、同年から2013年まで未来科学技術共同研究センター長も務めた。自動車技術会と日本ロボット学会合同の「カー・ロボティクス調査研究委員会」でも活動し、2010年から副委員長、2012年から2013年は委員長に就任。2012年度には計測自動制御学会でも副会長を務めた。

### 晩年
2015年3月で東北大学を定年退職。同年4月から公益財団法人みやぎ産業振興機構テクニカルアドバイザー（産学連携推進型）に就任。東北大学名誉教授。2016年には日本IFToMM会議シンポジウムで特別講演を行い、2019年には翻訳本『ロボティクスの幾何学的基礎 第2版』を出版した。2023年9月2日、死去。

## 人物
内山はロボット研究に取り組む上で「人間の動作を機械で実現することに対する興味」が基本にあったと語り、ロボットにさせたい作業をどのようにして実現するか、その過程で出た問題点を解明していく、という研究スタンスをとっていた。また、ロボット研究の醍醐味として、要素を組み上げていってできあがったロボットが整然と動いたときの感動や、その動いたロボットを一人で全て組み上げられる満足感を挙げている。
なお、学生が装置を壊した際には小言を言ったとしても決して怒らないようにしていたという。これは「学生が実験室で機械を壊しても絶対に怒ってはいけない。なぜなら、怒られるのがいやで、失敗を隠すようになる。隠されたらすべての実験が駄目になるから、どんなダメージに関しても、絶対に怒ってはいけない」という恩師の言葉に影響を受けたためという。
また、東北大学の内山・近野研究室では忘年会などに加えて、春は仙台市の西公園や榴岡公園で花見をしていた。また、新歓は広瀬川河原でバーベキューをし、秋にも河原で芋煮会をしていたという。

## 社会的活動
- IEEE - フェロー（2011年）、ライフフェロー（2015年）[73]
- 日本機械学会 - フェロー（2001年）[74]、ロボティクス・メカトロニクス部門長（2000年）など[75]
- 計測自動制御学会 - フェロー（2006年）[76]
- 日本ロボット学会 - フェロー（2010年）[77]、副会長（2007-2008年）など[5]
- 日本IFToMM会議 - フェロー[78]
- 日本工学アカデミー - 正会員（第1分野、2009年7月入会）[79]

ほか、米国航空宇宙学会、日本工学教育協会、自動車技術会、システム制御情報学会、人工知能学会、日本航空宇宙学会、精密工学会などの会員。

## 受賞・栄典

### 主な受賞歴
- 計測自動制御学会
  - 1980年度 - 論文賞「試行による人工の手の高速運動パターンの形成」[35][注 8]
  - 2002年度 - 技術賞「バックドライバビリティを利用したパラレルロボットの高速柔軟作業制御システム」[35][注 9]
  - 2005年度 - 著述賞『ロボットモーション』[注 10]
- 日本ロボット学会
  - 1988年 - 第2回 論文賞「特異値分解によるロボット力覚センサの構造評価」[20][注 11]
  - 1990年 - 第4回 論文賞「フレキシブルロボットアームの可補償性」[20][注 12]
  - 1995年 - 第6回 技術賞「6自由度高速パラレルロボットHEXAの開発」[50][注 13]
  - 2012年 - 設立特別功労賞[39]
- 日本機械学会
  - 1981年度 - 日本機械学会賞 論文賞「人工の手の運動制御に関する研究」[81][注 4]
  - 1998年度 - 日本機械学会賞（論文）「キャスティングによるテザーロボットの宇宙空間移動」[82][注 14]
  - 2000年度 - 日本機械学会賞（論文）「力・運動混合指令型モデルベースト宇宙遠隔操作システム」[83][注 15]
  - 2002年度 - 部門功績賞[84]
- その他
  - 1992年度 - 油空圧機器技術振興財団論文顕彰「管内の非定常な層流と乱流の速度分布の推定」[85][注 16]
  - 2002年度 - ファナックFAロボット財団論文賞「バックドライバビリティを利用したパラレルロボットの高速柔軟作業制御システム」[86][注 17]

### 栄典
- 2023年9月2日 - 正四位叙位[22]

## 主な著作

### 学位論文
- 『人工の手の運動制御に関する研究』東京大学〈博士学位論文（甲第4240号）〉、1977年3月29日、NAID 500000297645。

### 主な著書
- 内山勝、中村仁彦『ロボットモーション』岩波書店〈岩波講座ロボット学〉、2004年、ISBN 4000112422。
- J.M. Selig 原著、内山勝 翻訳『ロボティクスの幾何学的基礎 第2版』東北大学出版会、2019年、ISBN 978-4861633126。[注 18]

### 学会誌など記事
（解説）
- 「ロボットアームの機構とその解析」『計測と制御』第25巻第1号、1986年、7-14頁。
- 「マニピュレータの動的力センシング」『精密工学会誌』第52巻第4号、1986年、623-626頁。
- 「物体操作と力情報検出」『計測と制御』第26巻第2号、1987年、111-116頁。
- 「フレキシブルアームの可補償性」『日本ロボット学会誌』第6巻第5号、1988年、455-458頁。
- 「衛星搭載ロボットの運動制御」『計測と制御』第28巻第12号、1989年、1053-1058頁。
- 「管内非定常流速分布のモデルベースト計測」『計測と制御』第29巻第9号、1990年、826-829頁。
- 「複腕協調制御」『計測と制御』第30巻第5号、1991年、389-394頁。
- 「パラレルマニピュレータの機構と特性」『日本ロボット学会誌』第10巻第6号、1992年、715-720頁。
- 「接触状態のシミュレーション」『日本ロボット学会誌』第11巻第2号、1993年、201-205頁。
- 「力覚に基づいたロボットの行動」『日本ロボット学会誌』第11巻第8号、1993年、1164-1170頁。
- 「高速ロボット機構」『精密工学会誌』第60巻第10号、1994年、1403-1409頁。
- 「フレキシブルロボット」『日本ロボット学会誌』第16巻第7号、1998年、921-923頁。近野敦との共著。

（展望）
- 「マニピュレーション技術の現状と将来」『日本ロボット学会誌』第1巻第2号、1983年、4-9頁。
- 「ソフトロボティクス」『日本ロボット学会誌』第17巻第6号、1999年、756-757頁。
- 「これからの工学教育が目指すべき方向について」『工学教育』第58巻第5号、2010年、2頁。

（研究紹介）
- 「宇宙ロボティクス・メカトロニクス」『ISASニュース』第227号、2002年2月。
- 「#事例紹介」も参照

## その他業績

### 事例紹介
- 「宇宙テレロボティクス実験システムARS/A」『日本ロボット学会誌』第11巻第6号、1993年、831頁。
- 「パラレルリンクロボットによる生産工程の革新」『日本ロボット学会誌』第30巻第2号、2012年、160-162頁。
- 「自動車生産ラインにおける柔軟物取り付け作業の自動化」『日本ロボット学会誌』第27巻第10号、2009年、1086頁。
- 「インパクト動作ヒューマノイドロボット「HRP-2」」『日本ロボット学会誌』第24巻第2号、2006年3月、189頁。

### 特許
- 特許第2758679号「超音波流量計」特許権者 - オーバル機器工業
- 特許第2758680号「超音波流量計」特許権者 - オーバル機器工業
- 特許第3050992号「パラレルロボット」特許権者 - 豊田工機
- 特許第5062675号「可変剛性を有する関節機構」特許権者 - 東北大学
- 特許第5158710号「干渉駆動3自由度関節機構」特許権者 - 東北大学
- 特許第5765686号「ロボット接触検知装置」特許権者 - トヨタ自動車東日本・東北大学